# Вимблдон 2006.
Вимблдон 2006. био је трећи Гренд слем турнир у 2007. години и 120. турнир Вимблдон, одржан у Вилмблдону, Лондон, Енглеска, од 26. јуна до 9. јула 2006. То је једини Гренд слем који се игра на трави.
Победник у мушком синглу био је Роџер Федерер, коме је то била четврта титула на Вимблдону заредом. У женском синглу победила је француска тенисерка Амели Моресмо. Титулу у мушком дублу су, очекивано, освојила браћа Брајан, а у женском дублу кинески пар Јан-Женг. Титулу у мешовитом дублу освојио је израелско-руски пар Анди Рам-Вера Звонарјова.

## Финала

### Мушкарци појединачно
- Види Вимблдон 2006 — мушкарци појединачно

 Роџер Федерер -  Рафаел Надал 6–0, 7–6(5), 6–7(2), 6–3

### Жене појединачно
- Види Вимблдон 2006 — жене појединачно

 Амели Моресмо -  Жистин Енен-Арден 2–6, 6–3, 6–4

### Мушки парови
- Види Вимблдон 2006 — мушки парови

 Боб Брајан /  Мајк Брајан -  Фабрис Санторо /  Ненад Зимоњић 6–3, 4–6, 6–4, 6–2

### Женски парови
- Види Вимблдон 2006 — женски парови

 Ци Јан /  Ђе Џенг -  Вирхинија Руано Паскуал /  Паола Суарез 6–3, 3–6, 6–2

### Мешовити парови
- Види Вимблдон 2006 — мешовити парови

 Анди Рам /  Вера Звонарјова -  Винус Вилијамс /  Боб Брајан 6–3, 6–2

## Носиоци

### Мушки сингл
| 1. Роџер Федерер, Швајцарска (Шампион) 2. Рафаел Надал, Шпанија (Финале) 3. Енди Родик, САД (3. коло) 4. Давид Налбандијан, Аргентина (3. коло) 5. Иван Љубичић, Хрватска (3. коло) 6. Лејтон Хјуит, Аустралија (четвртфинале) 7. Марио Анчић, Хрватска (четвртфинале) 8. Џејмс Блејк, САД (3. коло) 9. Николај Давиденко, Русија (1. коло) 10. Фернандо Гонзалес, Чиле (3. коло) 11. Томи Робредо, Шпанија (2. коло) 12. Томас Јохансон, Шведска (1. коло) 13. Томаш Бердих, Чешка Република (4. коло) 14. Радек Штјепанек, Чешка Република (четвртфинале) 15. Себастијан Грожан, Француска (3. коло) 16. Гастон Гаудио, Аргентина (2. коло) | 1. Роби Џинепри, САД (1. коло) 2. Маркос Багдатис, Кипар (полуфинале) 3. Томи Хас, Немачка (3. коло) 4. Доминик Хрбати, Словачка (1. коло) 5. Гаел Монфис, Француска (1. коло) 6. Јарко Нијемен, Финска (четвртфинале) 7. Давид Ферер, Шпанија (1. коло) 8. Хуан Карлос Фереро, Шпанија (3. коло) 9. Андре Агаси, САД (3. коло) 10. Оливије Рохус, Белгија (3. коло) 11. Дмитриј Турсунов, Русија (1. коло) 12. Фернандо Вердаско, Шпанија (1. коло) 13. Парадорн Сричапан, Тајланд (1. коло) 14. Кристоф Влиген, Белгија (2. коло) 15. Николас Масу, Чиле (1. коло) 16. Пол-Анри Матје, Француска (1. коло) |

### Женски сингл
| 1. Амели Моресмо, Француска (Шампионка) 2. Ким Клајстерс, Белгија (полуфинале) 3. Жистин Енен-Арден, Белгија (Финале) 4. Марија Шарапова, Русија (полуфинале) 5. Светлана Кузњецова, Русија (3. коло) 6. Винус Вилијамс, САД (3. коло) 7. Јелена Дементјева, Русија (четвртфинале) 8. Пати Шнидер, Швајцарска (2. коло) 9. Анастасија Мискина, Русија (четвртфинале) 10. Никол Вајдишова, Чешка Република (4. коло) 11. Франческа Скјавоне, Италија (1. коло) 12. Мартина Хингис, Швајцарска (3. коло) 13. Ана-Лена Гренфелд, Немачка (1. коло) 14. Динара Сафина, Русија (3. коло) 15. Данијела Хантухова, Словачка (4. коло) 16. Флавија Пенета, Италија (4. коло) | 1. Марија Кириленко, Русија (1. коло) 2. Ај Сугијама, Јапан (4. коло) 3. Ана Ивановић, Србија и Црна Гора (4. коло) 4. Шахар Пер, Израел (2. коло) 5. Катарина Среботник, Словенија (3. коло) 6. Натали Деши, Француска (1. коло) 7. Анабел Медина Гаригес, Шпанија (3. коло) 8. Марион Бартоли, Француска (2. коло) 9. Јелена Лиховцева, Русија (3. коло) 10. Јелена Јанковић, Србија и Црна Гора (4. коло) 11. Ли На, Кина (четвртфинале) 12. Софија Арвидсон, Шведска (1. коло) 13. Татјана Головин, Француска (2. коло) 14. Ана Чакветадзе, Русија (3. коло) 15. Жисела Дулко, Аргентина (3. коло) 16. Мара Сантанђело, Италија (1. коло) |